# آنکلاو
آنکلاو (به انگلیسی: Anklav) یک منطقهٔ مسکونی در هند است که در Anklav Taluka واقع شده‌است. آنکلاو ۱۹٬۸۰۵ نفر جمعیت دارد.